# 職業教育・キャリア教育財団
職業教育・キャリア教育財団（しょくぎょうきょういく・キャリアきょういくざいだん）は、検定試験の実施や出版物の発行などの事業を通じて、職業教育およびキャリア教育の振興のために活動している一般財団法人である。略称はTCE財団。
2012年3月31日までは専修学校教育振興会（せんしゅうがっこうきょういくしんこうかい）という財団法人だった。

## 沿革
- 1978年6月15日 - 財団法人専修学校教育振興会として設立。
- 1994年6月 - 情報処理活用能力検定（J検）が文部省（現・文部科学省）認定の検定試験として開始される。
- 1995年2月26日 - 第1回ビジネス能力検定試験（B検）が実施される。文部省（現・文部科学省）認定。
- 2006年 - 情報処理活用能力検定およびビジネス能力検定試験が文部科学省後援となる。
- 2006年6月 - 情報処理活用能力検定が廃止される。
- 2006年12月 - 情報処理活用能力検定の後継の試験として、情報活用試験、情報システム試験、情報デザイン試験（総称して「情報検定（J検）」）が開始される。いずれも文部科学省後援。
- 2012年4月1日 - 公益法人制度改革に伴い財団法人から一般財団法人へ移行。同時に、「職業教育・キャリア教育財団」に改名する。
- 2013年 - ビジネス能力検定試験の正式名称が「ビジネス能力検定ジョブパス」に変更される。

## 実施している検定試験
- 情報検定（J検） - 文部科学省後援
  - 情報活用試験
  - 情報システム試験
  - 情報デザイン試験
- ビジネス能力検定ジョブパス（B検） - 文部科学省後援

### かつて実施していた検定試験
- 情報処理活用能力検定 - 情報活用試験および情報システム試験に移行。